# Antoni Cybulski (poeta)
Antoni Cybulski (ur. 11 czerwca 1937 w Jaworowie, zm. 25 września 2016) – polski nauczyciel, publicysta i poeta, związany z Włocławkiem.

## Życiorys
Ukończył filologię polską na Uniwersytecie Mikołaja Kopernika w Toruniu. Pracował jako nauczyciel, był również wieloletnim pracownikiem Wojewódzkiej Biblioteki Pedagogicznej we Włocławku. Ponadto zajmował się publicystyką prasową i krytyką literacką. Był redaktorem kilkuset tomików oraz jurorem licznych konkursów poetyckich.

Jako poeta debiutował w 1998 roku. Wydawał pod egidą Dobrzyńsko-Kujawskiego Towarzystwa Kulturalnego oraz Nauczycielskiego Klubu Poetyckiego, którego był założycielem i wieloletnim prezesem. W 2008 roku został uhonorowany Nagrodą Prezydenta Włocławka.

## Wybrane publikacje i redakcje
- Twórcy regionu: wybór wierszy zamieszczonych w "Gazecie Pomorskiej" (red., 8 edycji w latach 1993-2009)
- Nie będzie przestrzeni (1995)
- Ślady rzeźbione słowami (red., 1997)
- Tu jest mój dom: antologia wierszy o Włocławku i Kujawach (red., 1989)
- W minione i przyszłe lata (1983)